# 小笠原山

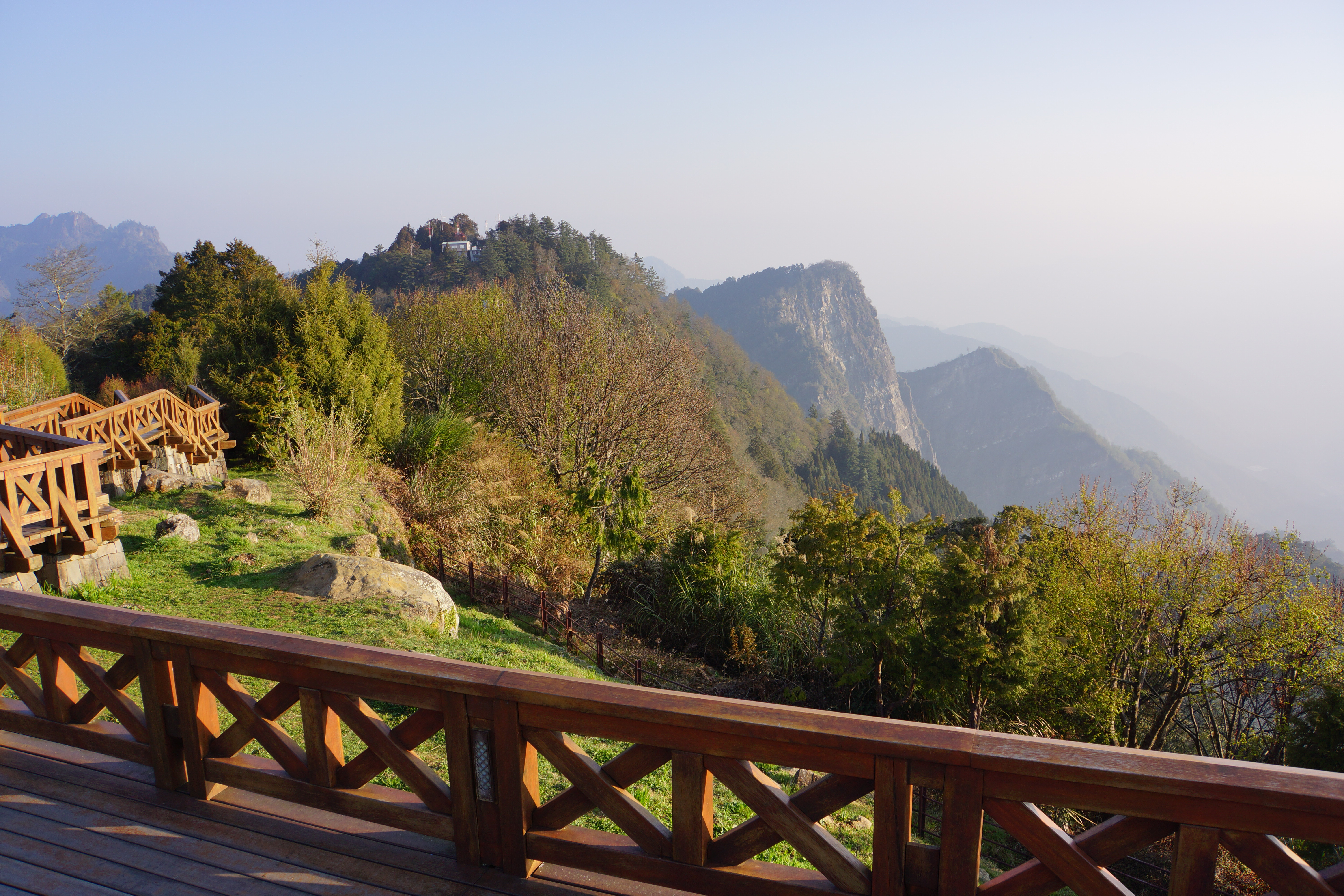
小笠原山觀景台

小笠原山是台灣阿里山山脈內的一座山。小笠原山位於祝山稜脈的末端，海拔2,488公尺，是為了紀念1904年首度踏勘至此的日籍技師小笠原富次郎而命名。小笠原山周圍被中央山脈、玉山群峰、塔山、對高岳、萬歲山等大山環繞，最遠可望至嘉南平原。

## 概要
小笠原山屬阿里山山脈，為阿里山國家風景區的新八景，小笠原山觀景台視野廣闊無遮蔽，可360度欣賞環景，能欣賞祝山、台灣最第一高峰的玉山主峰以及萬歲山的風景。隨著阿里山森林火車祝山線復駛，小笠原山更加容易親近。

## 外部來源
- . 阿里山國家風景區管理處.   [2023-11-11]. （原始内容存档于2023-12-07）.
- AKB48臺灣姐妹團AKB48 Team TP出道首張單曲的同名主打歌《勇往直前》MV在此處取景.   [2019-12-28]. （原始内容存档于2020-02-02）.。